# Dzikowo (powiat gorzowski)
Dzikowo (do 1945 niem. Wildwiese) – wieś w Polsce położona w województwie lubuskim, w powiecie gorzowskim, w gminie Lubiszyn. Według danych z 2011 r. liczyła 36 mieszkańców. Miejscowość została założona w 2 połowie XVIII w. jako folwark tarnowskiej huty szkła, następnie była kolonią Lubiszyna. Od 1945 r. leży w granicach Polski.
W latach 1975–1998 miejscowość należała administracyjnie do województwa gorzowskiego.

## Położenie
Zgodnie z podziałem fizycznogeograficznym Polski według Kondrackiego teren, na którym położone jest Dzikowo należy do prowincji Niziny Środkowoeuropejskiej, podprowincji Pojezierza Południowobałtyckiego, makroregionu Pradolina Toruńsko-Eberswaldzka oraz w końcowej klasyfikacji do mezoregionu Równina Gorzowska.
Miejscowość leży 13 km na południowy wschód od Myśliborza.

## Demografia
Ludność w ostatnich 3 stuleciach:

## Historia
- 1801 – Wildewiese jest folwarkiem należącym do tarnowskiej huty szkła[4]
- XIX w. - Wildwiese jest kolonią Lubiszyna[5]

## Nazwa
1809 Wildewiese; 1825 Wilderwiese; 1871, 1944 Wildwiese; 1948 Dzikowo.
Niemiecka nazwa Wildwiese pochodzi od nazwy terenowej i znaczy 'dzika łąka'. Nazwa Dzikowo została nadana w 1948 r..

## Administracja
Miejscowość należy do sołectwa Gajewo–Dzikowo.

## Edukacja i nauka
Uczniowie uczęszczają do szkoły podstawowej Lubiszynie oraz do gimnazjum w Ściechowie.

## Gospodarka
W 2014 r. liczba zarejestrowanych podmiotów gospodarczych wynosiła 1:
| Dział                                      | Ilość |
| ------------------------------------------ | ----- |
| rolnictwo, leśnictwo, łowiectwo i rybactwo | 0     |
| przemysł i budownictwo                     | 0     |
| pozostała działalność                      | 1     |